# Arrhenes
Arrhenes là một chi bướm ngày thuộc họ Bướm nâu.